# みっちー
みっちー（1976年9月26日 - ）は、日本のお笑いタレント（ピン芸人）、俳優。本名、道下 明広（みちした あきひろ）。
福井県越前市出身。サンミュージックプロダクション所属。

## 来歴
福井県立鯖江高等学校を卒業後、近畿大学短期大学部商経学科 に進学し、卒業。卒業後は電気工事関係の仕事に就いていたが、21歳の時に俳優になることを目指して上京。劇団に入り、テレビドラマや劇団ゼロカンパニー公演などの舞台などに出演。その後「俳優として日の目を見なさそうだったから」という理由で、2007年7月にお笑いタレントに転向。当初はお笑いにも迷いがあったということだったが、そんな時にラジオで「カッコ付けるのをやめたら、世に出ることが出来た」というルー大柴の発言を聞いて、迷いは吹っ切れた。
同年、バラエティ部（お笑い部門）が新設されたオスカープロモーションが主催したサバイバル形式のお笑いライブを勝ち抜き、最初に所属が決まった8組のうちの一人となった。オスカープロモーションは2019年5月にバラエティ部を閉鎖したが、その際に退所せずに残った数少ないお笑いタレントの一人となった。
2010年11月8日に26歳の一般女性と入籍、翌9日に挙式。

## 人物
- 2002年にFromAで「西城秀樹の運転手募集」（ここでは人物名は明記されていない）という広告を見付けてこれに応募合格して2002年4月から1年半、西城の付き人・運転手をしていた[3]。2003年8月に父の死去をきっかけに西城の付き人を離れる[4]。「西城さんのお名前の力を借りるようなことをしてはいけない」として、西城の死去の時までこのことは公に明かしてこなかった[4]。
- 好きなお笑い芸人は、小学生の頃から一貫して高田純次である[2]。
- 趣味は学生時代に打ち込んでいた野球。ポジションはショート[2]。
- 自身の物真似のメインネタとしている福山雅治は高校生の時からのファン。2008年12月31日には、横浜アリーナで行われた福山のカウントダウンライブ「福山☆冬の大感謝祭 其の九」に、同じく福山の物真似を持ち芸とする大山英雄とともにゲスト出演。初めは高いテンションを維持していたものの、みっちー単独のMCで「上京して11年…」と感極まって涙を流し、あまりにも泣きすぎてしまったため福山の物真似が出来なくなるほどであった。また、ライブの模様がWOWOWで生放送されていたことから、進行を気にした福山から涙を拭いてもらい、「もう誰にも似てねえ」と突っ込まれたが、涙を拭い大山・福山と共に「ガリレオ」の主題歌「KISSして」を歌い上げた。翌日、大山はブログで予想外の出来事だったため、"福山さんも僕も笑うしかないです"と書いている[5]。福山も自身のラジオで「全部持っていかれた」と悔しがっていた。
- 鉄道雑誌を定期購読したり、グッズを集めたりするほどの鉄道ファンでもある[6]。飛行機はあまり好きじゃないので、移動する時も専ら鉄道を使うという[7]。
- 地元鯖江市のメガネの産地統一ブランド「THE291」特命宣伝部長[8] である。
- エレベーターの閉まる瞬間が苦手だという。理由は「それまでしゃべってた人が、その瞬間に黙って一気に沈黙の空間になるから」とのこと[7]。
- 第2種電気工事士 ・販売士検定3級の資格を持っている。

## 芸風
主に物真似の芸を演じている。テレビドラマ『ガリレオ』に出演した時の、白衣姿の福山雅治（湯川学役）の物真似を基本とし、「最近よく見る○○な芸人、実に面白い」などと言った後に福山から他の物真似に転じるが、声は福山の物真似からあまり変わらず、その間にも福山の歌の一部を歌ったり、テレビドラマ『ひとつ屋根の下』からのセリフなどをはさむというパターンとなっている。『あらびき団』（TBSテレビ）においては、2008年2月6日の放送時に「売れてる芸人キラー」「パクリ王子」とナレーションで言われている。福山の物真似を始めたきっかけは、高校3年生の時に野球部の活動が全て終わり、短くしていた髪を伸ばし始めたら、周りが「福山雅治に似てる」と言い出したからだったという。
2010年は湯川学に代わり、大河ドラマ『龍馬伝』での着物姿（坂本龍馬役）の物真似をするようになった。

### レパートリー
- 福山雅治を中心に芸人とのコラボ芸が多い

- 阿部寛
- 小島よしお
- たむらけんじ
- 藤崎マーケット
- パッション屋良
- テツandトモ
- 世界のナベアツ
- レイザーラモンHG
- エド・はるみ
- アントキの猪木
- 山本高広
- 木村卓寛
- 鳥居みゆき
- 高木晋哉
- 春日俊彰
- 金田哲
- にしおかすみこ
- 姫ちゃん
- 益子卓郎
- 加藤歩
- ゆってぃ
- ねづっち
- 楽しんご
- 長友光弘
- スギちゃん
- キンタロー。
- とにかく明るい安村
- アキラ100%

## 出演

### テレビ
準レギュラー
- あらびき団（TBSテレビ）

同じ福山雅治の物真似を持ち芸とする大山英雄やお仕置き基指導される立場として山本高広とも共演している。
- エンタの神様（日本テレビ）キャッチコピーは「おどけた福山イズム」

### テレビドラマ
- 池袋ウエストゲートパーク（TBSテレビ）
- 喪服のランデヴー（NHK総合）
- 太陽と海の教室 第2話（フジテレビ 2008年7月28日）- 小池祐也 役
- セレブと貧乏太郎 第2話（フジテレビ2008年10月21日）- レストランのボーイ 役
- 名探偵の掟（テレビ朝日　2009年6月19日） -  天才物理学者探偵・二宮欽次 役[9]
- 特上カバチ!!（TBSテレビ）
- ハンチョウ〜神南署安積班〜シリーズ4 〜正義の代償〜 第8話（TBSテレビ　2011年6月6日）- 虎山修司 役
- 撮らないで下さい!!グラビアアイドル裏物語（テレビ東京、2012年1月-）
- 大河ドラマ大作戦（NHK総合、2012年8月26日）- 平清盛 役
- 東京全力少女 第2話（日本テレビ、2012年10月24日）- カメラマン 役
- 恋するハエ女 第2話（NHK総合、2012年11月13日）- 跡部圭祐 役
- 天魔さんがゆく 最終話（TBSテレビ　2013年9月23日）- 湯川田学 役
- 歴史迷宮からの脱出〜リアル脱出ゲーム×テレビ東京〜 第4話（テレビ東京、2020年10月24日）- 坂本龍馬 役
- おかしな刑事25（2020年） - 垣山亮介 役

### ラジオ
- DJ Tomoaki's Radio Show!（下北FM、2009年11月19日）

### 映画
- 兜王ビートル（河崎実監督）
- 爆走ドリフトＲ（池田哲也監督）
- 麻雀飛翔伝 哭きの竜 外伝（井出良英監督）

### Vシネマ
- 実録マフィアンヤクザV MONEYTRAPPING（2013年）

### 舞台
- 劇団ゼロカンパニー公演
  - 生キテ虜囚ノ辱メを受ケズ
  - Back Stage
  - 男涙に花も散る（2007年5月25日～5月28日）
- ほくそう春まつり(2023年4月)

### 配信
- イバTV（2019年10月2日 - 、YouTube）アシスタントMC[10]

## エピソード
「吉本の福山雅治」を自称している大山英雄が、『あらびき団』などで福山の物真似をやっているみっちーを気にして、それに対抗するような形で「福山の公認」であることを引っ提げて自身も2008年4月16日放送の『あらびき団』に出演、一人で出演したパートが放送された後にみっちーと共演したパートも合わせて放送された。共演パートではザ・たっちの物真似を演じていた（その後、同番組の第31回では髭男爵の、第32回放送ではハイキングウォーキングの物真似を二人で演じた。みっちーはひぐち君、松田洋昌の各役）。大山は、これを通じて「みっちーと意気投合した」と自身のブログで書いている。